# Suelo redondeado
Suelo redondeado en el análisis gráfico de los activos financieros, es una formación en los gráficos de precios que anticipa un cambio muy lento y gradual de tendencia durante un período dilatado en el tiempo, se forma por medio del agotamiento gradual de la tendencia bajista para posteriormente empezar a girarse al alza con un cambio de tendencia alcista. 
Se suelen producir en situaciones de crisis o recesión económica, con rentabilidades empresariales bajas o negativas y normalmente en valores de escaso nivel de contratación.
Se le conoce también por términos como sopera o cuenco por parecerse la figura a estos últimos. Lo contrario del suelo redondeado es la figura techo redondeado y aunque se dan con poca frecuencia aparecen en mayor número de veces que los techos. Suelen ir acompañados de una disminución del volumen de contratación en la curva descendente y de un aumento de volumen cuando la tendencia cambia al alza.
Para un inversor a largo plazo el suelo redondeado le reduce la rentabilidad al ser muy prolongado en los precios mínimos. 

## Etapa descendente
Motivado por malas perspectivas económicas, la cotización cae durante meses y los inversores van perdiendo interés por el valor, el volumen desciende paulatinamente a medida que cae.

## Etapa de suelo o soporte
Tras un anterior descenso, se alcanzan unos precios mínimos (zona de soporte) permaneciendo en estos niveles durante meses enteros. Al sufrir una dura caída anterior y ver que la cotización se mantiene tanto tiempo en mínimos, los inversores pierden la esperanza de subida y hace que casi no se realicen operaciones de negocio por su poco atractivo, esta etapa es de muy escaso o casi nulo volumen de contratación. 

## Etapa ascendente
En la segunda mitad de la curva, empieza a acentuarse un cambio de dirección alcista, la razón del comportamiento que justifica esta reacción alcista viene producida por la compra de inversores, primero de aquellos que conocen alguna información optimista de noticias que van a mejorar la situación futura económica del valor produciéndose una subida repentina y posteriormente de inversores que se unen a la compra animando así a subir la cotización. En este momento el volumen de contratación aumenta considerablemente hasta el punto que se produce una buena subida que da fin a su larga estancia en mínimos.
- Datos: Q6135198